# 皆本麻帆
皆本 麻帆（みなもと まほ、1990年4月21日 - ）は、日本の女優であり、女優倶楽部のメンバーである。
広島県出身。プロダクション尾木所属。
兄はフットサル選手の皆本晃。

## 略歴
1996年、ミュージカル「アニー」でデビュー。その後、2001年に主演アニー役を務める。
2017年、宮澤エマ・関谷春子・万里紗・まりゑとともに大人の部活動「女優倶楽部」を立ち上げ、活動。女優倶楽部での担当は模索中。

## 出演

### 舞台
- ロッキー・ホラー・ショー (2011-12年/いのうえひでのり演出)
- K・ファウスト (2012年)
- メリリー・ウィー・ロール・アロング (2013年12月/宮本亜門演出)
- キレイ〜神様と待ち合わせした女〜 (2014年/松尾スズキ演出)
- 麦ふみクーツェ (2015年)  - ヒロイン・みどり色 役
- bare (2016年) ヒロイン・アイヴィ役
- るつぼ (2016年/ジョナサン・マンビィ演出)
- あの城 (2017/御徒町凧演出 森山直太朗劇場公演)
- アメリ (2018年/児玉明子演出)
- 魔界転生 (2018年/堤幸彦演出)
- 舞台『ONLY SILVER FISH』（2018年）[2]
- イヴ・サンローラン (2019年)
- いつか〜one fine day (2019年・2021年/板垣恭一演出) - ヒロイン・エミ 役
- ハムレット (2019年/荻田浩一演出) - オフィーリア 役
- FORTUNE (2020年/ショーン・ホームズ演出)
- あいまい劇場 其の壱『あくと』 (2021年)[3]
- SMOKE (2021年) - 紅 役
- セールスマンの死 (2022年)[4]
- 「スカパン」 (2022年)[5]
- 舞台『刀剣乱舞』禺伝 矛盾源氏物語 - 藤壺女御 役（2023年）[6]
- ミュージカル「ファントム」（2023年） - カルロッタ 役[7]
- 音楽劇『不思議な国のエロス』〜アリストパネス「女の平和」より〜（2024年）[8]
- 「あの夏至の晩 生き残りのホモサピエンスは終わらない夢を見た」（2024年）[9]
- ソングサイクル・ミュージカル『雨が止まない世界なら in 2024』（2024年）[10]
- ミュージカル『DEATH TAKES A HOLIDAY』（2024年） - アリス 役[11]
- ミュージカル『SIX』日本キャスト版（2025年） - アン・ブーリン 役[12]
- アルゴミュージカル トリビュート『あんず〜心の扉をあけて〜』（2025年公演予定） - 遥香 役[13]
- 楽劇『フィガロ』（2026年公演予定） - スザンナ 役[14]

### テレビドラマ
- 脚本家と女刑事（2016年、読売テレビ）
- 警視庁捜査一課9係 season11 第1話（2016年、テレビ朝日） - 日高美幸
- ヒモメン（2018年、テレビ朝日） - 岩井玲奈
- セミオトコ（2019年、テレビ朝日） - 木下ひな
- 真夏の少年〜19452020（2020年、テレビ朝日）
- 24 JAPAN（2020年 - 2021年、テレビ朝日） - 真行寺三保
- トモダチゲームR4（2022年、テレビ朝日）
- 相棒 Season22 第10話（2024年、テレビ朝日） - 小川原楓
- 正直不動産2 第3話（2024年、NHK総合） - 鈴木

### 映画
- 獅子舞ボーイズ (2015年)
- ONLY SILVER FISH WATER TANK OF MARY'S ROOM（2018年11月24日公開） - ユキ 役[15]
- 線分上の動く点P

### バラエティ
- TBS系のエンターテインメント情報番組『BSブランチ』のブランチガール

### CM
- プリモ・ジャパン『I-PRIMO』
- 日本コカ・コーラ『い・ろ・は・す』(2016年)
- グリコ『ジャイアントコーン』(2017年)
- 『DAZN(ダ・ゾーン)』(2017年)
- キンチョー『お風呂の防カビムエンダー』CM

### コンサート
- モーリー・イェストン生誕80周年記念コンサート『Life's A Joy! Life Goes On!!』with 20years of Gratitude from Umeda Arts Theater（2025年）[16]